# Lamotte-Warfusée
Lamotte-Warfusée is een gemeente in het Franse departement Somme (regio Hauts-de-France). De gemeente telt 513 inwoners (1999). De plaats maakt deel uit van het arrondissement Amiens.

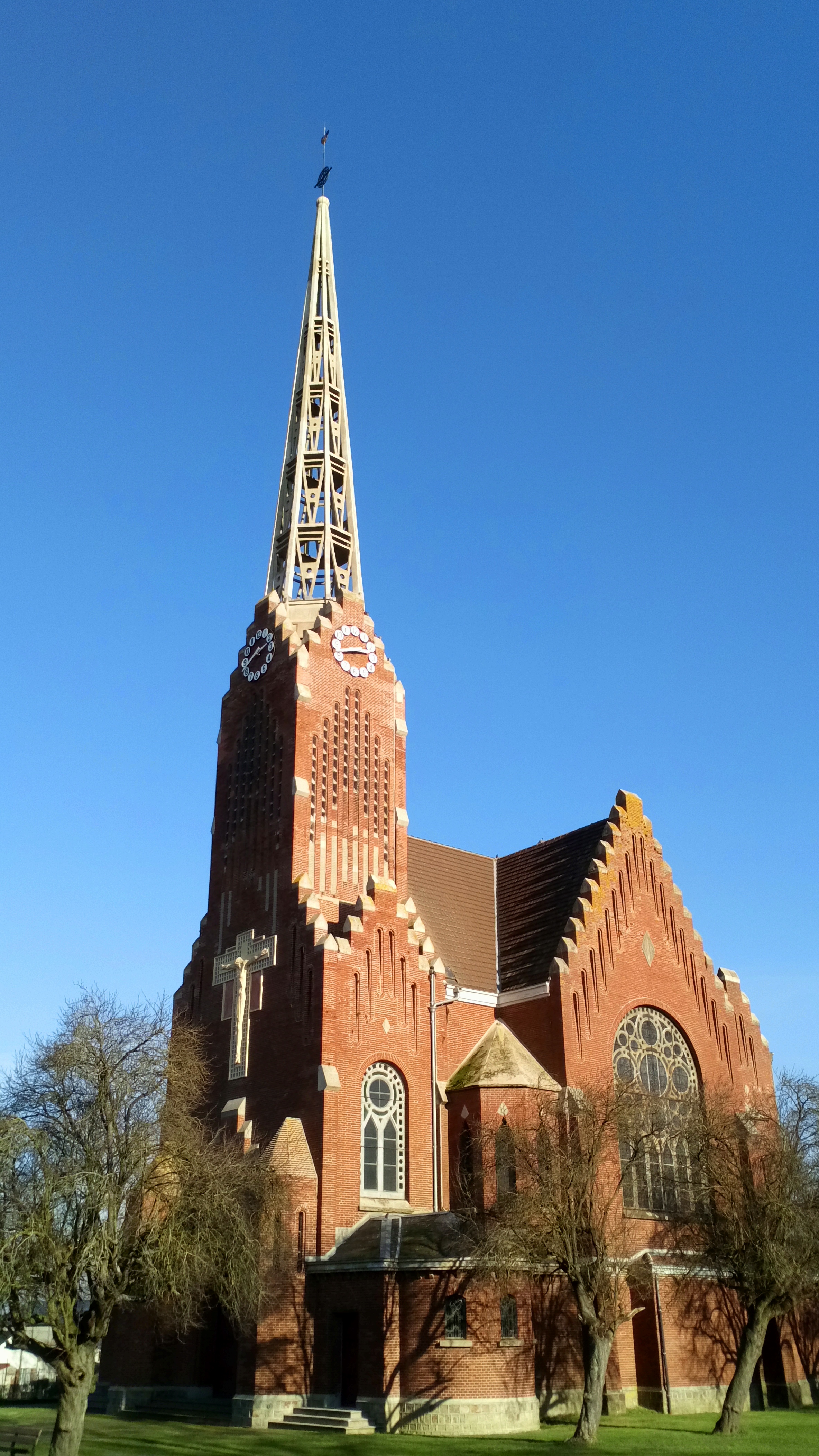
Église Saint-Pierre

## Geschiedenis
Oude vermeldingen van de plaats gaan terug tot 1204 als Mota en Le Mothe en Sangters in 1355. De naam verwijst naar een motte en naar de ligging in de Santerre. Op de 18de-eeuwse Cassinikaart is het dorp aangeduid als la Motte.
Op het eind van het ancien régime eind 18de eeuw, toen de gemeenten werden gecreëerd, werd Lamotte-en-Santerre een gemeente.
In de Eerste Wereldoorlog lag Lamotte-en-Santerre nabij het front en werd zwaar beschadigd.
Op 1 januari 1974 werd buurgemeente Warfusée-Abancourt opgeheven en bij Lamotte-en-Santerre gevoegd, waarvan de naam werd gewijzigd in Lamotte-Warfusée.

## Geografie
De oppervlakte van Lamotte-Warfusée bedraagt 9,4 km², de bevolkingsdichtheid is 54,6 inwoners per km².
De gemeente bestaat uit twee plaatsjes die aan elkaar vergroeid zijn tot een dorpskern: Lamotte-en-Santerre in het oosten en Warfusée-Abancourt in het westen.
De onderstaande kaart toont de ligging van Lamotte-Warfusée met de belangrijkste infrastructuur en aangrenzende gemeenten.

## Bezienswaardigheden
- De Église Saint-Pierre van Lamotte

## Demografie
Onderstaande figuur toont het verloop van het inwonertal (bron: INSEE-tellingen).

## Verkeer en vervoer
Door het dorp loopt de weg (Route Nationale) tussen Saint-Quentin en Amiens.
Op de zuidgrens van de gemeente loopt de autosnelweg A29/E44, die hier echter geen op- en afrit heeft.
Lamotte-en-Santerre · Warfusée-Abancourt